# Veronica qingheensis
Veronica qingheensis är en grobladsväxtart som beskrevs av Yi Zhi Zhao. Veronica qingheensis ingår i släktet veronikor, och familjen grobladsväxter. Inga underarter finns listade i Catalogue of Life.